# آلدیر کوئینتانا
آلدیر کوئینتانا (انگلیسی: Aldair Quintana؛ زادهٔ ۱۱ ژوئیهٔ ۱۹۹۴) بازیکن فوتبال اهل کلمبیا است. وی در تیم اتلتیکو ناسیونال در لیگ سری آ کلمبیا بازی می کند.